# Denis McDonough
Denis R. McDonough, född 2 december 1969 i Stillwater, Minnesota, är en amerikansk politiker och ämbetsman. Han var  USA:s 11:e veteranminister mellan 2021 och 2025 under USA:s president Joe Biden och var mellan 2013 och 2017 Vita husets stabschef under president Barack Obama.

## Utbildning
McDonough gick ut från Saint John's University 1992 med högsta betyg (summa cum laude) och examina i historia och spanska. Efter examen reste McDonough mycket omkring i Latinamerika och undervisade på high school i Belize. Därefter gick han på Georgetown University och avlade 1996 masterexamen där.

## Tidig karriär
Från 1996 till 1999 arbetade McDonough som tjänsteman vid Representanthusets utrikesutskott, där han fokuserade på frågor rörande Latinamerika. Sedan tjänstgjorde McDonough såsom utrikespolitisk rådgivare till senator Tom Daschle. Efter att Daschle misslyckats med att bli omvald 2004 blev McDonough assistent till nyvalde senatorn Ken Salazar.  McDonough arbetade också för Center for American Progress 2004.
År 2007 inkallades senator Barack Obamas högste utrikespolitiske rådgivare, reservofficeren Mark Lippert, till aktiv tjänst i USA:s flotta och McDonough rekryterades som ersättare under Lipperts utpostering i Irak. McDonough fortsatte att tjänstgöra som Obamas utrikespolitiske rådgivare under dennes presidentvalskampanj 2008.

## Obamaadministrationen
Efter att Obama valts till president började McDonough arbeta för regeringen inom Nationella säkerhetsrådet.

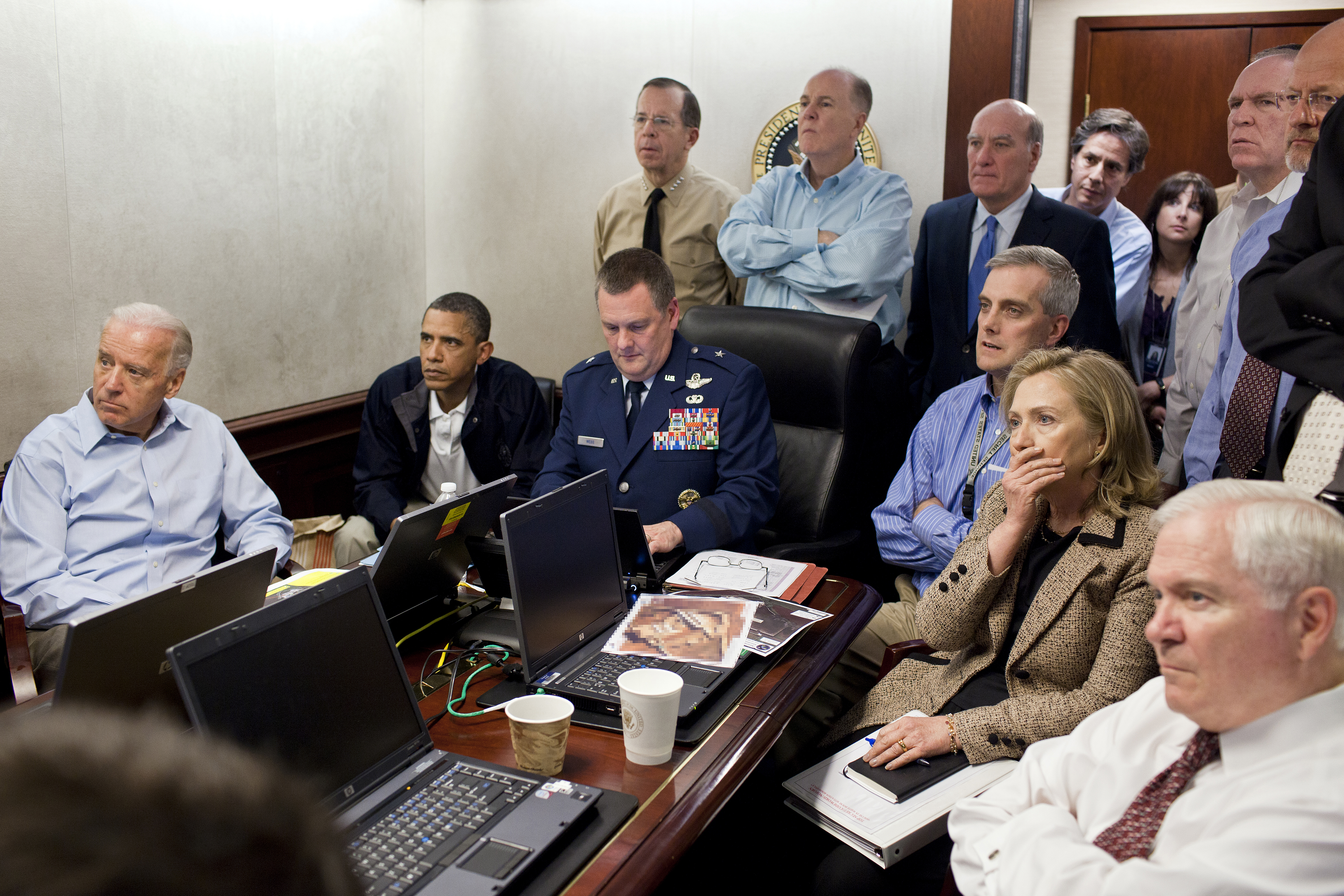
McDonough, sittande, tredje från höger i blå skjorta, i Situation Room i Vita huset under Bin Laden-raiden.

Den 22 oktober 2010 tillkännagav president Obama att McDonough skulle ersätta Thomas E. Donilon som biträdande rådgivare för nationell säkerhet. McDonough kunde ses på fotografier tagna i Vita husets Situation Room medan den amerikanska operationen att likvidera Usama bin Ladin pågick i maj 2011.
Den 25 januari 2013 utnämnde president Obama Denis McDonough till sin stabschef.

## Bidenadministrationen
Sedan 9 februari är McDonough USA:s veteranminister i Joe Bidens kabinett. Han efterträdde Robert Wilkie på posten.